# Hans Bernhardt
Hans Bernhardt (n. 28 ianuarie 1906, Leipzig, Imperiul German – d. 29 noiembrie 1940, Amsterdam, Reichskomisariatul Niederlande) a fost un ciclist german, medaliat olimpic. A participat la o ediție a Jocurilor Olimpice (1928) în care a câștigat o medalie de bronz.

## Participări
Lista de mai jos prezintă principalele competiții la care a participat Hans Bernhardt de-a lungul carierei.
- cycling at the 1928 Summer Olympics – men's tandem[*]